# Jason Altmire
Jason Altmire (Kittanning, 7 marzo 1968) è un politico statunitense, membro della Camera dei Rappresentanti per lo stato della Pennsylvania dal 2007 al 2013.

## Biografia
Laureato in scienze politiche alla Florida State University, Altmire lavorò come assistente politico prima di entrare egli stesso nel Partito Democratico.
Nel 2006 sfidò la deputata repubblicana Melissa Hart e sorprendentemente riuscì a sconfiggerla per pochi voti. La donna poi cercò di riprendersi il seggio nelle elezioni del 2008, ma Altmire la sconfisse nuovamente riuscendo a raccogliere ancora più voti della prima volta. Fu poi riconfermato anche nel 2010. Nel 2012 chiese la rielezione, ma dovette affrontare delle difficili primarie contro il collega Mark Critz, che lo sconfisse. Nelle elezioni generali poi anche Critz venne sconfitto.
Altmire è un democratico moderato-centrista ed era membro della Blue Dog Coalition e della New Democrat Coalition.